# Gympie Regional Council
Gympie Regional Council är en kommun i Australien. Den ligger i delstaten Queensland, omkring 150 kilometer norr om delstatshuvudstaden Brisbane. Antalet invånare är 48 145.
Följande samhällen finns i Gympie Regional Council:
- Gympie
- Rainbow Beach
- Tin Can Bay
- Monkland
- Chatsworth
- Traveston
- The Dawn
- Tamaree
- Jones Hill
- Araluen
- Goomeri
- Sexton
- Wolvi
- Glanmire

I omgivningarna runt Gympie Regional Council växer huvudsakligen savannskog. Runt Gympie Regional Council är det mycket glesbefolkat, med 6 invånare per kvadratkilometer. Genomsnittlig årsnederbörd är 1 531 millimeter. Den regnigaste månaden är mars, med i genomsnitt 289 mm nederbörd, och den torraste är september, med 33 mm nederbörd.